# Anna Bolecka

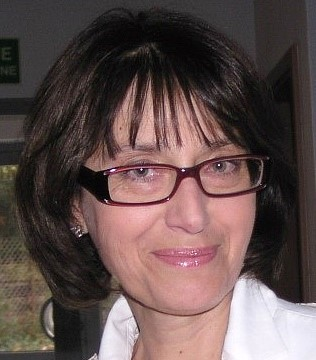
Anna Bolecka, 2020

Anna Bolecka, geborene Anna Sikorska (* 20. Juni 1951 in Warschau) ist eine polnische Prosaschriftstellerin.

## Leben
Bolecka verbrachte ihre frühe Kindheit in Wołomin und zog mit ihrer Familie im Alter von 6 Jahren nach Warschau. Dort besuchte sie das Gymnasium und legte 1969 das Abitur ab. Anschließend nahm sie 1970 ein Studium der Polonistik an der Universität Warschau auf, wo sie 1975 den Magister erwarb. Nach ihrem Studium arbeitete sie als Redakteurin für zeitgenössische polnische Literatur beim Verlag Czytelnik. Als Schriftstellerin debütierte sie 1978 mit dem Kinderbuch Raku und widmete sich ab 1989 der Schriftstellerei. Von 1994 bis 2001 leitete sie ihren eigenen Verlag Szpak in Warschau. Daneben war sie mehrmals Stipendiatin, so 1996 und 2003 am Literarischen Colloquium Berlin, 2001 im Künstlerhaus Edenkoben und 2004 im Künstlerhaus Villa Waldberta.
Sie wohnt in Stara Miłosna bei Warschau.

## Publikationen
- Raku, 1978
- Leć do nieba, 1989
- Biały kamień, 1994
  - Der weiße Stein. Roman, übersetzt von Albrecht Lempp 1998
- Kochany Franz. Powieść, 1999
  - Lieber Franz, übersetzt von Monika Popiel-Kjer 2000
- Latawce, 2002
- Concerto d’amore, 2004
- Uwiedzeni, 2009
- Cadyk i dziewczyna, 2012

## Auszeichnungen
- 2000: Preis des polnischen PEN-Clubs